# Музей воды (Москва)
Музей Воды — информационно-экологический центр, посвящённый истории развития водопроводных и канализационных систем Москвы, технологиям очистки воды и вопросам её ответственного потребления.

## История

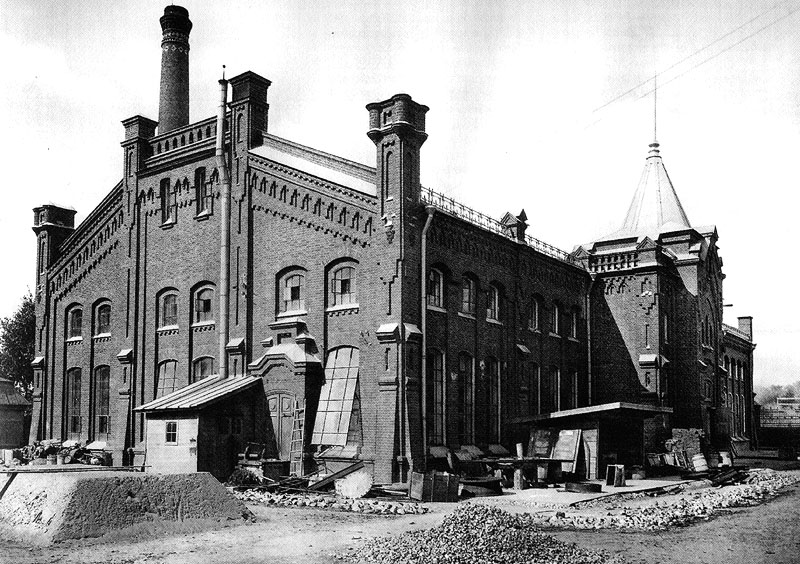
Канализационно-насосная станция XIX века.

Открытие состоялось 15 июня 1993 года, спустя столетие после проведения Первого Русского водопроводного съезда, проходившего в Москве.
Музей расположен рядом с Крутицким подворьем, на территории первой канализационной насосной станции Москвы. Она была введена в эксплуатацию в 1898 году и обслуживала 219 домовладений.
Ансамбль исторических построек был создан по проекту Максима Геппенера и является памятником промышленной архитектуры конца XIX — начала XX вв.. Все сооружения Главной канализационной насосной станции были выполнены в «кирпичном стиле», характерном для промышленных и складских построек того времени. Здание, в котором расположился музей, построили позже — в 1947—1948 годах.

## Коллекция

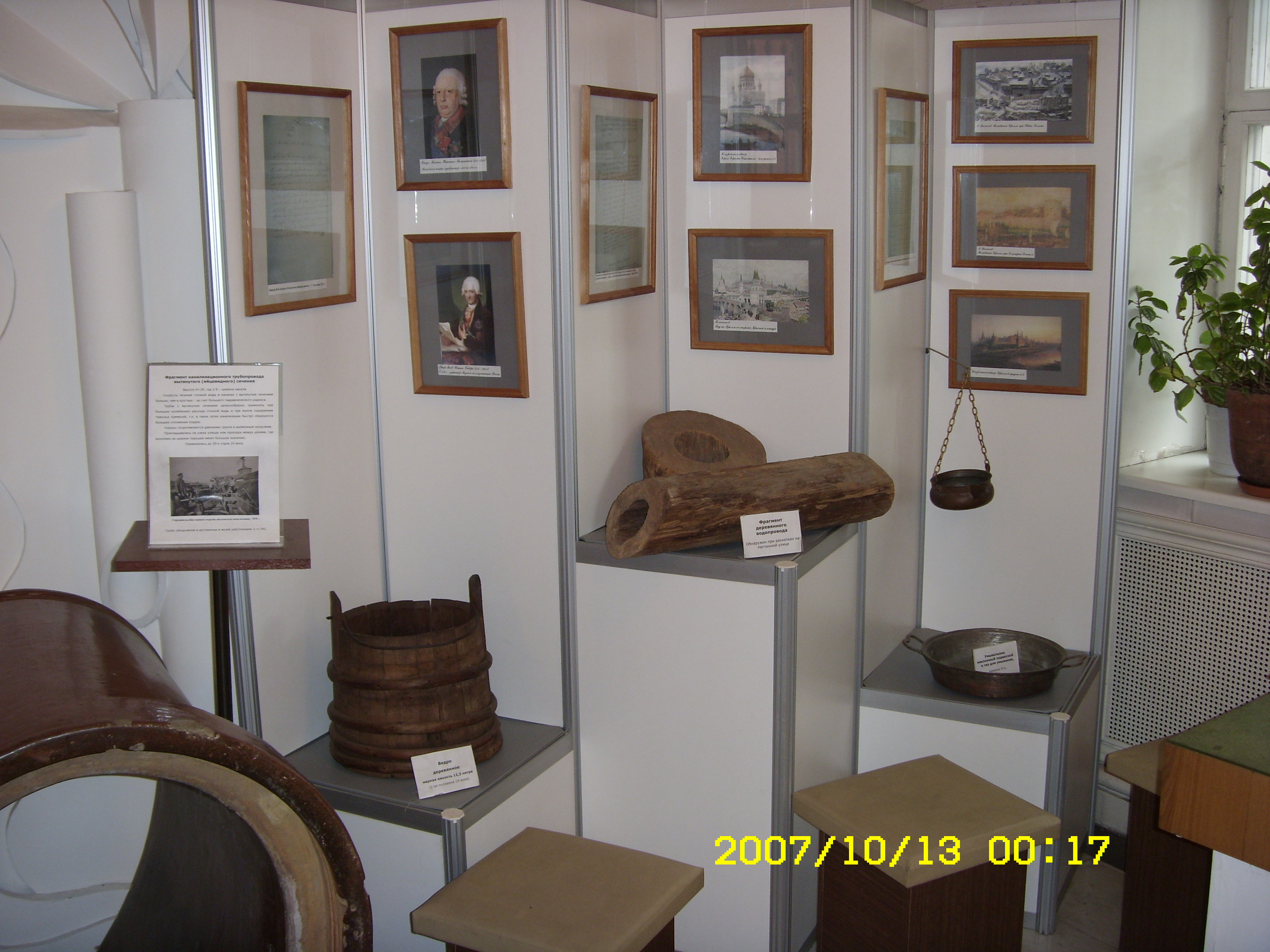
Внутри музея

Музейная экспозиция логически разделена на две части — архивную и актуальную.
Первая знакомит с историей возникновения и развития сетей водоснабжения Москвы. Тут можно узнать о первых кремлёвских самотечных водопроводах, действовавших во времена правления Ивана Калиты, Ивана III и Михаила Романова и об этапах строительства Мытищинского водопровода, сооружённого по указу Екатерины II. Копии указов императрицы выставлены наравне с фрагментами деревянных труб. Здесь же представлены подлинные исторические документы — атласы, технические книги, рукописные альбомы, карты и рабочие чертежи.
Другая часть экспонатов первого этажа иллюстрирует создание системы канализации Москвы, первой водопроводной станции в районе Рублево и запуск Кожуховской станции аэрации. Детальные карты создают полную картину того, как со временем менялось их техническое оснащение и совершенствовалась технология работы. В витринах исторических залов представлены связанные с водой предметы быта XVIII—XIX вв.
Этажом выше выставлены макеты более совершенных систем водоснабжения и канализования города. Интерактивные модели иллюстрируют разные ступени очистки, которые необходимы для использования воды и возвращения её в природу.
Отдельную категорию экспонатов представляют средства очистки водопроводной и водосточной систем. Якоря, шары, «ерши», управляемая техника — инструменты обслуживания сетей совершенствовались пропорционально возрастающему спросу. Посетителей знакомят с отечественными разработками средств обслуживания и эксплуатации городских систем, проблемами качества и рационального использования воды.
Залы оборудованы виртуальным гидом, с помощью которого можно самостоятельно ознакомиться с экспозицией. Периодически в музее проводятся временные выставки. Например, в 2014 году постоянную экспозицию дополнила подборка канализационных люков.